# Filippo d'Orléans (duca 1336)
Filippo d'Orléans (Vincennes, 1º luglio 1336 – Orléans, 1º settembre 1375) fu duca d'Orléans, di Turenna e conte di Valois.
Era figlio di Filippo VI, re di Francia, e di Giovanna di Borgogna.
Il padre gli diede in appannaggio l'Orleanese, erigendolo a ducato.
Sposò il 18 gennaio 1345 Bianca di Francia (1328 – 1393), figlia postuma di Carlo IV di Francia e di Giovanna d'Évreux, ma la coppia non ebbe figli. Filippo ebbe invece un figlio illegittimo, Luigi (morto nel 1397 a Gerusalemme), che fu vescovo di Poitiers e di Beauvais.
Alla sua morte i suoi domini ritornarono fra i possedimenti reali.

## Ascendenza
|                        |                    |                        | Genitori                           |  |  | Nonni |  |  | Bisnonni               |  |  | Trisnonni           |  |
|                        |                    |                        |                                    |  |  |       |  |  | Filippo III di Francia |  |  | Luigi IX di Francia |  |
|                        |                    |                        |                                    |  |  |       |  |  | Filippo III di Francia |  |  | Luigi IX di Francia |  |
|                        |                    | Margherita di Provenza |                                    |  |  |       |  |  | Filippo III di Francia |  |  |                     |  |
| Carlo di Valois        |                    |                        |                                    |  |  |       |  |  | Filippo III di Francia |  |  |                     |  |
|                        |                    | Isabella d'Aragona     | Giacomo I il Conquistatore         |  |  |       |  |  |                        |  |  |                     |  |
|                        |                    | Isabella d'Aragona     | Giacomo I il Conquistatore         |  |  |       |  |  |                        |  |  |                     |  |
|                        |                    | Isabella d'Aragona     | Iolanda d'Ungheria                 |  |  |       |  |  |                        |  |  |                     |  |
| Filippo VI di Francia  |                    | Isabella d'Aragona     |                                    |  |  |       |  |  |                        |  |  |                     |  |
|                        |                    | Carlo II d'Angiò       | Carlo I d'Angiò                    |  |  |       |  |  |                        |  |  |                     |  |
|                        |                    | Carlo II d'Angiò       | Carlo I d'Angiò                    |  |  |       |  |  |                        |  |  |                     |  |
|                        |                    | Carlo II d'Angiò       | Beatrice di Provenza               |  |  |       |  |  |                        |  |  |                     |  |
| Margherita d'Angiò     |                    | Carlo II d'Angiò       |                                    |  |  |       |  |  |                        |  |  |                     |  |
|                        |                    | Maria d'Ungheria       | Stefano V d'Ungheria               |  |  |       |  |  |                        |  |  |                     |  |
|                        |                    | Maria d'Ungheria       | Stefano V d'Ungheria               |  |  |       |  |  |                        |  |  |                     |  |
|                        |                    | Maria d'Ungheria       | Elisabetta dei Cumani              |  |  |       |  |  |                        |  |  |                     |  |
| Filippo d'Orléans      |                    | Maria d'Ungheria       |                                    |  |  |       |  |  |                        |  |  |                     |  |
|                        | Ugo IV di Borgogna | Oddone III di Borgogna |                                    |  |  |       |  |  |                        |  |  |                     |  |
|                        | Ugo IV di Borgogna | Oddone III di Borgogna |                                    |  |  |       |  |  |                        |  |  |                     |  |
|                        | Ugo IV di Borgogna | Alice di Vergy         |                                    |  |  |       |  |  |                        |  |  |                     |  |
| Roberto II di Borgogna | Ugo IV di Borgogna |                        |                                    |  |  |       |  |  |                        |  |  |                     |  |
|                        |                    | Iolanda di Dreux       | Roberto III di Dreux               |  |  |       |  |  |                        |  |  |                     |  |
|                        |                    | Iolanda di Dreux       | Roberto III di Dreux               |  |  |       |  |  |                        |  |  |                     |  |
|                        |                    | Iolanda di Dreux       | Aénor di Saint-Valery              |  |  |       |  |  |                        |  |  |                     |  |
| Giovanna di Borgogna   |                    | Iolanda di Dreux       |                                    |  |  |       |  |  |                        |  |  |                     |  |
|                        |                    | Luigi IX di Francia    | Luigi VIII di Francia              |  |  |       |  |  |                        |  |  |                     |  |
|                        |                    | Luigi IX di Francia    | Luigi VIII di Francia              |  |  |       |  |  |                        |  |  |                     |  |
|                        |                    | Luigi IX di Francia    | Bianca di Castiglia                |  |  |       |  |  |                        |  |  |                     |  |
| Agnese di Francia      |                    | Luigi IX di Francia    |                                    |  |  |       |  |  |                        |  |  |                     |  |
|                        |                    | Margherita di Provenza | Raimondo Berengario IV di Provenza |  |  |       |  |  |                        |  |  |                     |  |
|                        |                    | Margherita di Provenza | Raimondo Berengario IV di Provenza |  |  |       |  |  |                        |  |  |                     |  |
|                        |                    | Margherita di Provenza | Beatrice di Savoia                 |  |  |       |  |  |                        |  |  |                     |  |
|                        |                    | Margherita di Provenza |                                    |  |  |       |  |  |                        |  |  |                     |  |